# Гамарра, Себастьян
Себастья́н Гама́рра Руи́с (исп. Sebastián Gamarra Ruiz; 15 января 1997, Тариха, Боливия) — боливийский футболист, полузащитник. Выступал за сборную Боливии.

## Клубная карьера
Гамарра начал свои выступления в Италии с юношеской команды «Брешиа», за которую он выступал на протяжении 3 сезонов.
В 2014 году Себастьян присоединился к Примавере «Милана». 25 марта 2015 года полузащитник провёл первую игру за основную команду «Милана», заменив на 79 минуте товарищеской встречи с «Реджаной» Салли Мунтари. 3 мая того же года боливиец был включён в заявку миланцев на игру с «Наполи», однако на поле не появился.
Летом 2016 года перешёл в «ФеральпиСало», где провёл два сезона, после чего стал игроком «Пизы». В августе 2019 года вернулся на родину, присоединившись к «Ориенте Петролеро». Проведя в чемпионате Боливии 22 игры и забив 1 гол за два сезона, Гамарра принял решение уйти в «Атлетико Циклон».

## Карьера в сборной
Себастьян был включён в заявку сборной Боливии для участия в Кубке Америки 2015. Единственный матч в составе сборной провёл 6 июня 2015 года в товарищеской встрече с Аргентиной (0:5).